# Cyphopisthes krikkeni
Cyphopisthes krikkeni är en skalbaggsart som beskrevs av Renaud Maurice Adrien Paulian 1980. Cyphopisthes krikkeni ingår i släktet Cyphopisthes och familjen Hybosoridae. Inga underarter finns listade i Catalogue of Life.